# Лаллен
Лалле́н (фр. Lallaing) — коммуна во Франции, регион О-де-Франс, департамент Нор, кантон Сен-ле-Нобль. Расположена в 8 км к востоку от Дуэ и в 29 км к югу от Лилля, в 2 км от автомагистрали А21 «Рокада миньер», на берегу реки Скарп.
Население (2017) — 6 231 человек.

## Достопримечательности
В XIII веке в Лаллене был построен замок, практически разрушенный к XVIII веку. В настоящее время на месте замка возведено здании городской мэрии, от замка сохранились мост и ворота.

## Экономика
Структура занятости населения:
- сельское хозяйство — 0,8 %
- промышленность — 11,1 %
- строительство — 14,5 %
- торговля, транспорт и сфера услуг — 30,0 %
- государственные и муниципальные службы — 43,5 %

Уровень безработицы (2017) — 19,9 % (Франция в целом — 13,4 %, департамент Нор — 17,6 %). 

Среднегодовой доход на 1 человека, евро (2017) — 17 420 (Франция в целом — 21 110, департамент Нор — 19 490).

## Демография
Динамика численности населения, чел.

## Администрация
Пост мэра Лаллена с 2015 года возглавляет член партии Союз демократов и независимых Жан-Поль Фонтен (Jean-Paul Fontaine). На муниципальных выборах 2020 года возглавляемый им независимый список одержал победу в 1-м туре, получив 51,85 % голосов.
| Период | Период | Фамилия         | Партия                        | Примечания                              |
| ------ | ------ | --------------- | ----------------------------- | --------------------------------------- |
| 1971   | 1994   | Эмиль Роже      | Коммунистическая партия       | шахтер, депутат Национального собрания  |
| 1994   | 1995   | Ролан Карон     | Коммунистическая партия       |                                         |
| 1995   | 2008   | Франсис Дюрё    | Разные правые                 |                                         |
| 2008   | 2014   | Тьерри Данкуан  | Коммунистическая партия       |                                         |
| 2014   | 2015   | Франсис Дюрё    | Разные правые                 |                                         |
| 2015   |        | Жан-Поль Фонтен | Союз демократов и независимых | учитель, член Совета региона О-де-Франс |

## Города-побратимы
- Экоссинн, Бельгия